# Luigi Cossa
Luigi Cossa (Milán, 27 de mayo de 1831 – Pavía, 10 de mayo de 1896) fue un profesor y economista italiano.

## Biografía
Estudió en la Universidad de Pavía. Tras sendas estancias en las universidades de Viena y Leipzig, fue profesor de economía política en la Universidad de Pavía desde 1858.
Fue autor de numerosas obras que contribuyeron a engrandecer su reputación. De entre sus discípulos destacó Giusèppe Ricca-Salèrno.
Por iniciativa de Luigi Cossa, se creó en Pavía la primera cátedra de Ciencia Financiera (en italiano, Cattedra di Scienza delle Finanze). Le siguió en 1878 su discípulo Giusèppe Ricca-Salèrno, cuyos estudios contribuyeron a poner en el centro de atención la exigencia de una relación fértil entre el Estado y la economía. Ricca-Salèrno era un profundo conocedor de la escuela alemana y austríaca e intentó seguir las enseñanzas de Sax para dar la dignidad de ciencia a la doctrina financiera.

## Obras
- Scienza delle Finanze, 1875.
- Guida allo studio dell'economia politica, 1876.
- Introduzione allo studio dell'economia politica, 1876.
- Saggi di economia politica, 1878.